# 8326 Паульклінґ
8326 Паульклінґ (8326 Paulkling) — астероїд головного поясу, відкритий 6 травня 1981 року.
Тіссеранів параметр щодо Юпітера — 3,503.